# Богодуховка (Черкасская область)
Богоду́ховка (укр. Богодухівка) — село в Золотоношском районе Черкасской области (до 2020 — составе Чернобаевского района). Расположено в 9 км от бывшего районного центра Чернобай, и в 65 км от Черкасс.

## История
Первое упоминание относится к 1764 году. В XIX веке село Богодуховка было центром Богодуховской волости Золотоношского уезда Полтавской губернии. В селе были Петропавловская и Свято-Духовская церкви.

## Население

### Языковой состав
Родной язык населения по данным переписи 2001 года:
| Язык       | Численность, чел. | Доля     |
| ---------- | ----------------- | -------- |
| Украинский | 2 442             | 96,87 %  |
| Русский    | 63                | 2,50 %   |
| Другое     | 16                | 0,63 %   |
| Итого      | 2 521             | 100,00 % |

## Достопримечательности
На территории села находится могила русского писателя Юрия Крымова, погибшего в 1941 году под Богодуховкой.

## Известные жители и уроженцы
- Прилипка, Алексей Васильевич
- Дараган, Владимир Михайлович, председатель Золотоношской уездной земской управы в 1891—1899 годах.
- Сердюк, Гаврил Павлович, род. в 1907 году в д. Богодуховка Полтавской губернии Российской империи. Погиб смертью храбрых на Курской дуге 08.07.1943г.